# Svensk-brasilianska handelskammaren
Svensk-brasilianska handelskammaren, även kallad Swedcham Brasil, bildades 24 mars 1953 och har sitt säte i São Paulo, Brasilien. Kammarens huvudändamål är att stimulera och stärka handelsförbindelserna mellan Sverige och Brasilien.

## Ordförande
- 1955-1957 - Johan Paues
- 1961-1964 - Nils Paues
- ????-2009 - Christer Manhusen
- 2009-idag - Jonas Lindström